# Antonín Němeček (odbojář)
Antonín Němeček (8. května 1915, Dolní Roveň, Rakousko-Uhersko  – 12. února 1942, Mauthausen, Německá říše) – student učitelského ústavu kongregace školských Bratří křesťanských škol u Svatého Jana pod Skalou  – byl český odbojář, který za protektorátu působil v nekomunistickém protiněmeckém odboji jako pomocník radiotelegrafistů ilegální organizace ÚVOD.

## Životopis
Narodil se do rodiny dělníka Josefa Němečka a jeho manželky Karolíny, roz. Kubcové. Od časného mládí byl sirotkem. Když povyrostl, pracoval tento nazrzlý mladík vyšší postavy  jako sluha, pekař a kuchař v církevních útulcích a v učitelském ústavu kongregace školských bratří u svatého Jana pod Skalou. Ke 2. březnu 1941 byl kandidátem řádu Benediktinů v Praze – Emauzích a přijal jméno Ivan.  V Emauzích byl i ubytován. Když byl klášter Němci zrušen (18. července 1941 ) a mniši i opat Arnošt Vykoukal vyhnáni, našel Němeček ubytování u rodiny Linhartů  v Praze – Nuslích, Albíkova ulice číslo 3.

## Odbojová činnost
Za protektorátu se zapojil do odboje jako spolupracovník radistů (přenášel vysílačky, hlídal během radiových relací a podílel se i na samotném vysílání) v rámci působení radioskupiny v ilegální organizaci ÚVOD. Po zatčení gestapem v jinonickém akcízu (v noci ze 3. října 1941 na 4. října 1941) byl jako šestadvacetiletý mladík (spolu s devatenáctiletým synem Karla Prokopa studentem Miroslavem Prokopem) zasahujícími gestapáky zmlácen do krve. Zmučení mladíci zakrátko prozradili hlubočepský domek manželů Antonína a Anny Springerových. Zbitý Němeček navíc prozradil bratry Linhartovy. (Zdeňku Linhartovi se sice podařilo uniknout, ale zanedlouho byl dopaden.) Antonín Němeček prošel výslechy v Petschkově paláci a vězněním v německých věznicích. Dne 19. ledna 1942 byl v nepřítomnosti odsouzen stanným soudem v Praze na Pankráci k trestu smrti. Byl transportován do Mauthausenu kde byl dne 12. února 1942 popraven.

## Pamětní desky

### Původní pamětní deska z jinonického akcízu
Jméno Antonína Němečka je uvedeno na původní pamětní desce věnované hrdinům z jinonického akcízu. Deska se v současnosti (2015) nachází v předsíni budovy TJ Sokola Jinonice (Butovická 33/100, Praha 5 – Jinonice).

### Nový památník hrdinům z jinonického akcízu
Jméno Antonína Němečka je uvedeno i na bronzové pamětní desce, na pískovcovém pomníku z dílny akademického sochaře Milana Váchy odhaleném 3. října 2014, který se nachází na veřejném prostranství (bulváru) poblíž stanice metra Nové Butovice v Praze 13.

Pamětní desky a památníky
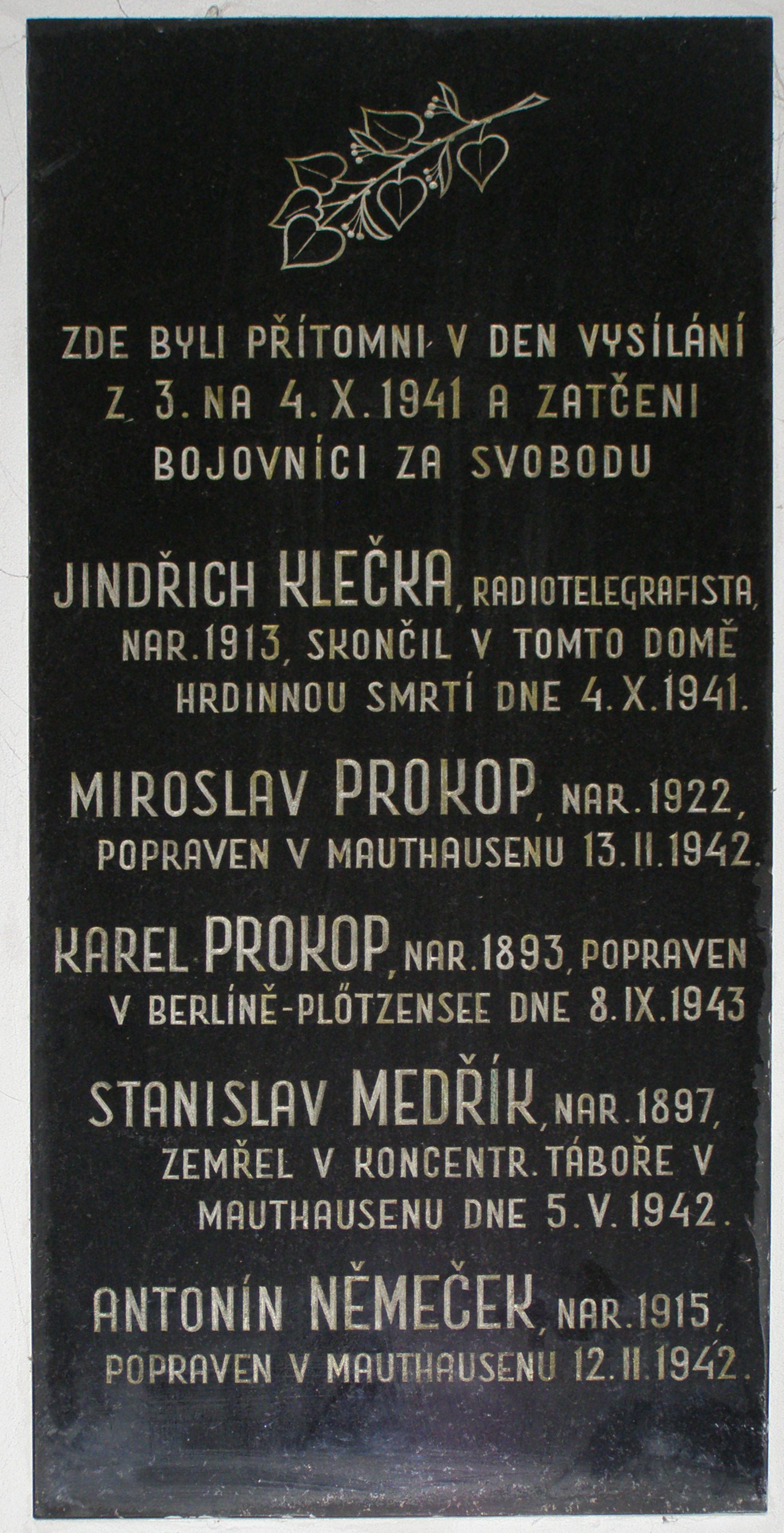
Pamětní deska z jinonického akcízu
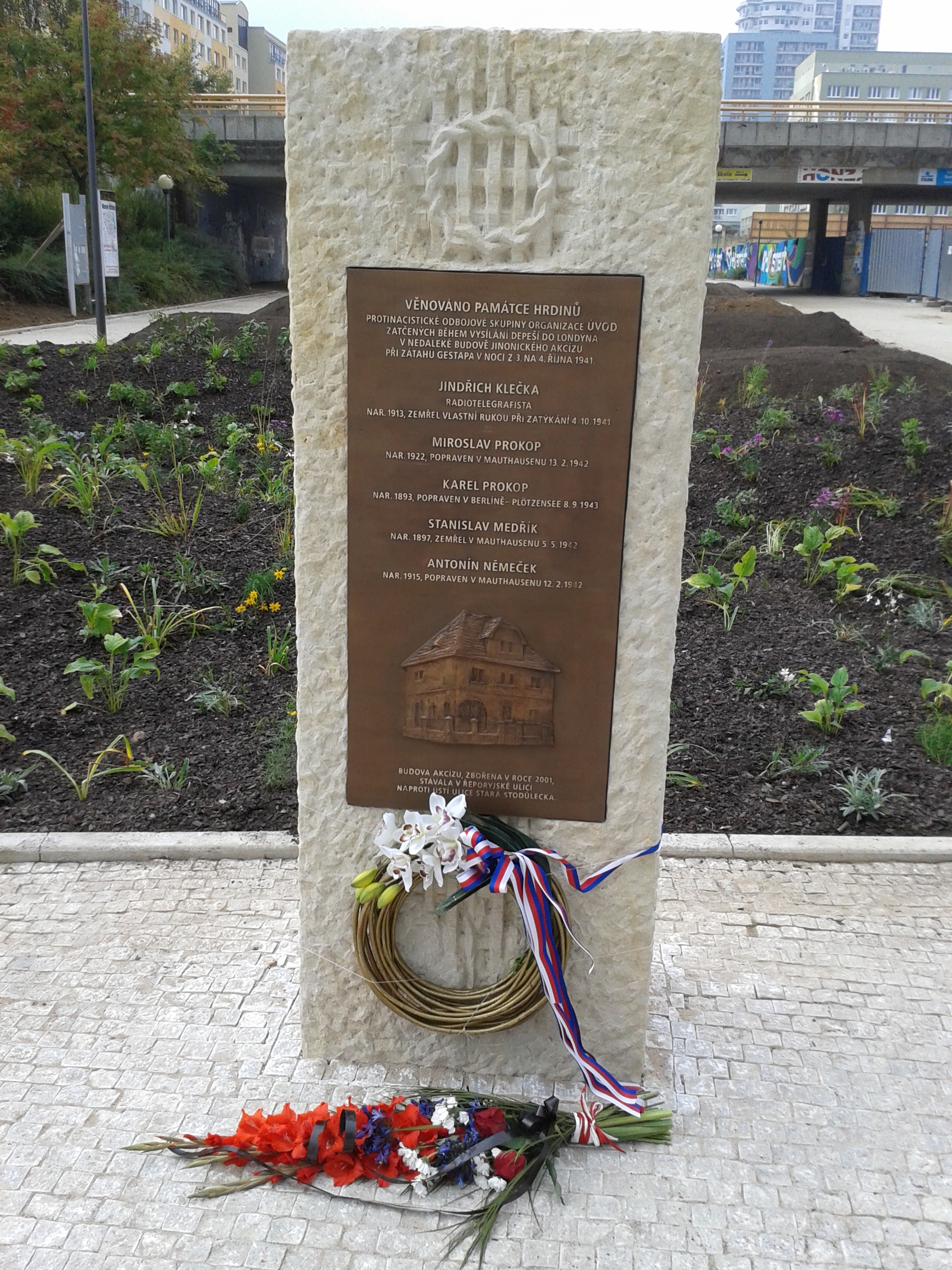
Památník (z roku 2014) hrdinům z jinonického akcízu
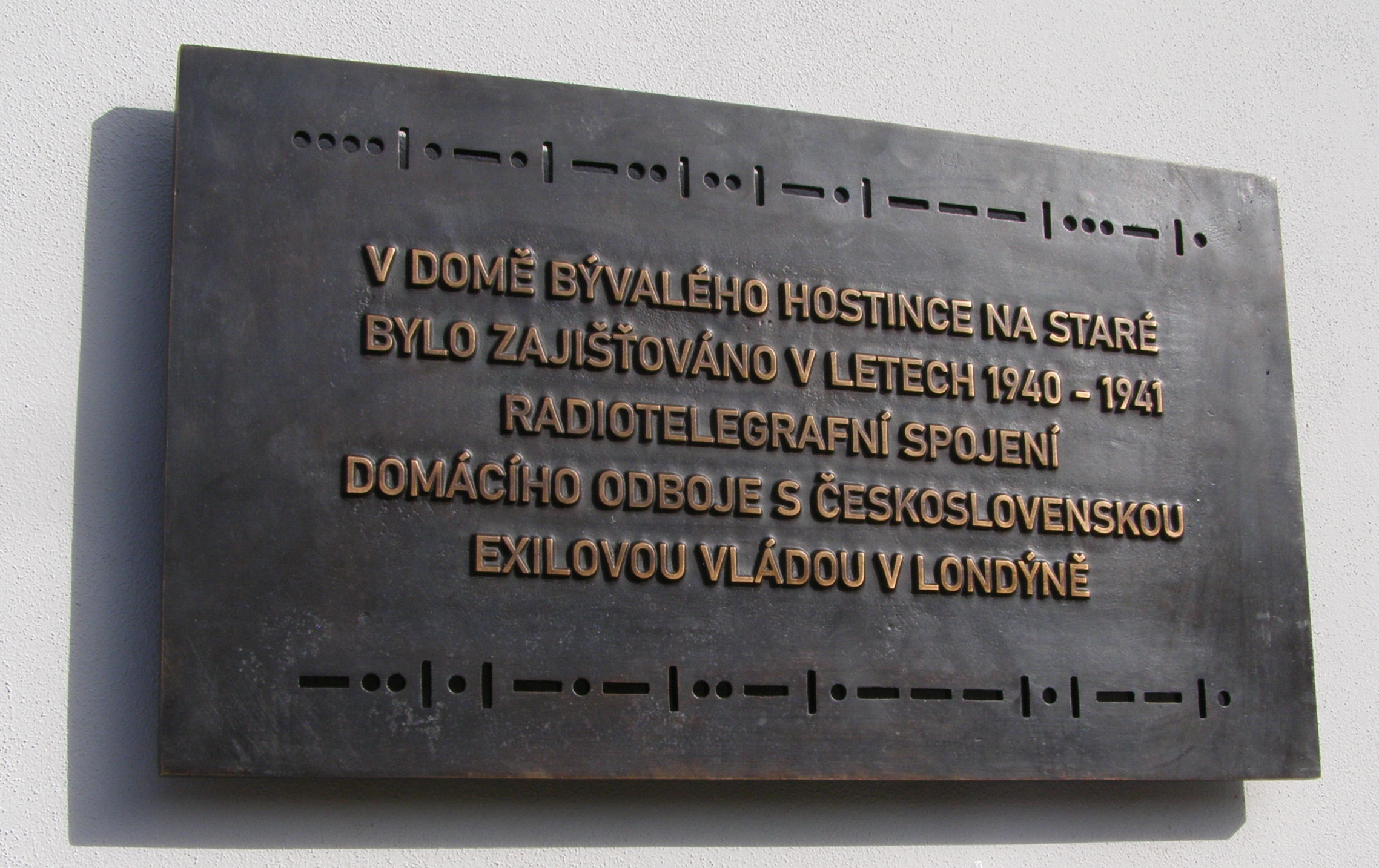
Pamětní deska radiotelegrafistům na bývalém hostinci „Na Staré“ v Jinonicích (2024)